# David Chiu
David Chiu (23 agosto 1960) è un giocatore di poker cinese con cittadinanza statunitense.

## Carriera
Cresciuto in Cina, si è trasferito negli Stati Uniti all'età di 18 anni come studente in exchange presso l'Oregon State University. Dopo la laurea in Informatica si è trasferito a Denver, dove ha aperto un ristorante cinese. Contemporaneamente esercitava l'attività di dealer. Nel 1996 ha ceduto l'attività per dedicarsi al poker come professionista.
Stabilitosi a Los Angeles, nel corso degli anni si è dedicato sia ai tornei sia al cash game. Già nel 1996 ha vinto il primo braccialetto alle WSOP, nel $2.000 Limit Hold'em. Due anni dopo ha bissato il successo nella medesima specialità, mentre alle WSOP 2000 ha vinto nel $5.000 Seven Card Stud. Il quarto braccialetto è datato 2005, stavolta nel $5.000 Omaha Hi-Lo. Alle WSOP 2013, a 8 anni di distanza dall'ultimo titolo, riesce a centrare la vittoria nel $2.500 Seven Card Stud, conseguendo la vincita di $145.520.
I successi di Chiu non si sono fermati alle WSOP. Ha infatti conquistato un titolo del World Poker Tour nell'aprile 2008 nel $25.000 No Limit Hold'em Championship Event, che gli ha fruttato $3.389.140 di vincita; nel torneo ha sconfitto il danese Gus Hansen nell'heads-up finale.
Al giugno 2013 i suoi guadagni complessivi ammontano a circa i $7.500.000 in tornei live.

## Braccialetti delle WSOP
| Anno | Torneo                 | Premio (US$) |
| ---- | ---------------------- | ------------ |
| 1996 | $2.000 Limit Hold'em   | $396.000     |
| 1998 | $3.000 Limit Hold'em   | $205.200     |
| 2000 | $5.000 Seven Card Stud | $202.000     |
| 2005 | $5.000 Omaha Hi-Lo     | $347.410     |
| 2013 | $2.500 Seven Card Stud | $145.520     |